# Красносельское (Краснодарский край)
Красносе́льское — село в Динском районе Краснодарского края, образует Красносельское сельское поселение, являясь его административным центром.
Население — 4261 жителей (2023).

## География
Село расположено на берегах реки Кочеты, в степной зоне, в 6 км северо-западнее районного центра — станицы Динской. На севере поселение граничит со Старомышастовским сельским поселением, на западе — с Новотиторовским сельским поселением, на востоке с Пластуновским сельским поселением, на юге — с Динским сельским поселением Динского района. Протяженность округа с севера на юг 10 км, с востока на запад — 7 км.
Площадь территории Красносельского сельского поселения составляет 671 га. Центром сельского поселения и единственным населенным пунктом является село Красносельское.
Связь с районным центром осуществляется по автодороге Красносельское — Динская, с Краснодаром — по автодороге Дон.

## История
23 октября 1876 году Кубанское областное правление выделило в потомственное владение сотнику Якову Козинцу 120 десятин удобной земли при речке с левой стороны, в 5 верстах к востоку от станицы Старомышастовской. 8 августа 1883 года земля перешла к его вдове Матрене с детьми, которая в том же году 100 десятин начала сдавать в аренду екатеринодарским мещанам, а 20 десятин 22 августа 1885 года продала темрюкскому мещанину Федоту Черечеча.
В 1910 году землёй владели (100 десятин) Иван, Федор, Григорий и Павел Яковлевичи Козинец и Анна Яковлевна Ольховская.
В списке населенных мест Кубанского округа, изданном в Краснодаре в 1927 году, сообщалось, что Красносельский сельский совет образован в 1926 году из четырёх населенных пунктов, в которых было 179 дворов и 1068 душ обоего пола, с преобладанием украино-язычного населения. Земельное довольствие составляло 1767 десятин, или 1930 гектаров. Входил совет в состав Краснодарского района. Из этих населенных пунктов хутор Красный (Козинцев) образован в 1923 году, хутор Черечечи — в 1923 году, Пролетарский — в 1924 году, и только № 2 (Юго-Восточные Кочеты), где располагается сельсовет, даты образования нет.
Если учесть, что три хутора находились в 40 верстах от районного и окружного центра (Краснодара) и только Пролетарский — в 42 , то можно предположить, что хутора слились в один, получивший наименование по названию сельсовета — Красное село. По крайней мере, в послевоенное время это уже один населенный пункт, в котором было два колхоза: им. Кирова и «Энергия», объединившиеся в 1958 году в один колхоз им. Кирова.

## Население
| 2002  | 2010  | 2012  | 2013  | 2014  | 2015  | 2016  |
| ----- | ----- | ----- | ----- | ----- | ----- | ----- |
| 2842  | ↗3060 | ↗3165 | ↗3220 | ↗3349 | ↗3517 | ↗3652 |
| 2017  | 2018  | 2019  | 2020  | 2021  | 2023  |       |
| ↗3842 | ↗4010 | ↗4226 | ↗4261 | ↗4734 | ↘4645 |       |

## Социальная сфера
Село не полностью газифицировано и телефонизировано. На территории поселения расположена средняя школа № 21 (основана в 1957 году).
В центре села расположен детский сад № 56 на 120 мест. В помещении детского сада расположен музей «Казачьего быта».
В центре села располагается небольшой Дом культуры и парк с фонтаном и аллеями для отдыха жителей и гостей поселения.

## Экономика
На территории поселения осуществляет свою деятельность сельскохозяйственное предприятие — ОП «Красносельское» Васюринского мясокомбината — правопреемник ЗАО «Красносельское», а ранее колхоза им. Кирова.

## Спорт
На территории поселения расположен стадион с круглогодично зелёным травяным покрытием. Это спортивное сооружение является постоянно действующим спортивным объектом и доступно как для жителей села, так и для проведения спортивных мероприятий различного уровня и значимости. Кроме основного футбольного поля имеется 3 запасных, тренировочных поля и городошная площадка. Трибуны стадиона способны разместить до 2-х тысяч зрителей.
Футбольная команда Красносельского сельского поселения является одним из лидеров районного первенства по футболу. Неоднократно становилась победителем турниров по футболу различных уровней.
Стадион Красносельского сельского поселения является тренировочной базой Краснодарской краевой детской юношеской спортивной школы № 5.
Кроме того, стадион является загородной подготовительной базой женского футбольного клуба «Кубаночка»
На территории поселения существуют 2 детские спортивные площадки для массового занятия различными видами спорта.

## Известные уроженцы
- Горовой, Николай Иванович (род. 1937) — советский и российский партийный и государственный деятель